# Deep Shadows and Brilliant Highlights
Deep Shadows and Brilliant Higlights je třetí řadové album finské lovemetalové skupiny HIM vydané v roce 2001.
Album obsahuje singly Heartache Every Moment, In Joy and Sorrow, Pretending a Close to the Flame. Album bylo nahráno v sestavě Ville Hermanni Valo (zpěv), Linde Lazer (kytara), Mige Amour (basová kytara), Emerson Burton (klávesy) a Gas Lipstick (bicí).

## Seznam skladeb
1. Salt in our Wounds – 3:57
2. Heartache Every Moment – 3:56
3. Lose You Tonight – 3:41
4. In Joy and Sorrow – 4:00
5. Pretending – 3:54
6. Close to the Flame – 3:46
7. You are the One – 3:25
8. Please Don't Let It Go – 2:00
9. Beautiful – 1:57
10. In Love and Lonely – 3:46
11. Don't close your Heart – 4:38
12. Love me like I do – 3:44